# Francis H. Case

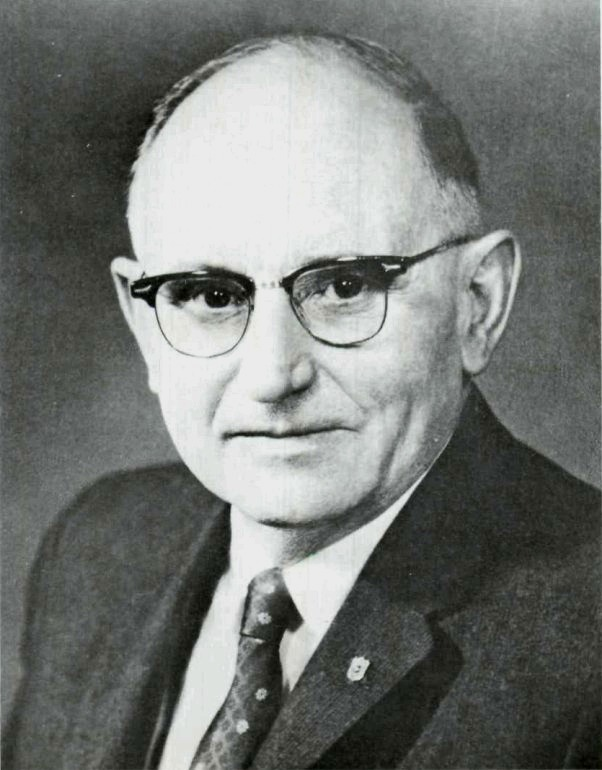
Francis Higbee Case

Francis Higbee Case, född 9 december 1896 i Clay County, Iowa, död 22 juni 1962 i Bethesda, Maryland, var en amerikansk republikansk politiker. Han representerade delstaten South Dakotas 2:a distrikt i USA:s representanthus 1937-1951. Han var därefter senator för South Dakota från 1951 fram till sin död.
Case flyttade 13 år gammal med sina föräldrar till Sturgis, South Dakota. Han studerade sedan vid Dakota Wesleyan University och Northwestern University. Han tjänstgjorde i USA:s marinkår i första världskriget. Innan han blev kongressledamot arbetade Case som journalist och publicist.
I kongressen var han en moderat förespråkare av isolationismen innan USA gick med i andra världskriget. Han utmanade sittande senatorn John Chandler Gurney i republikanernas primärval inför 1950 års kongressval och vann. Case besegrade sedan lätt demokraten John A. Engel i själva senatsvalet. Sex år senare omvaldes han knappt i ett tufft val mot demokraten Kenneth Holum. Case avled i ämbetet ett drygt halvår innan hans andra mandatperiod i senaten skulle ha tagit slut.
Hans grav finns på Black Hills National Cemetery nära Sturgis, South Dakota.